# Seiza

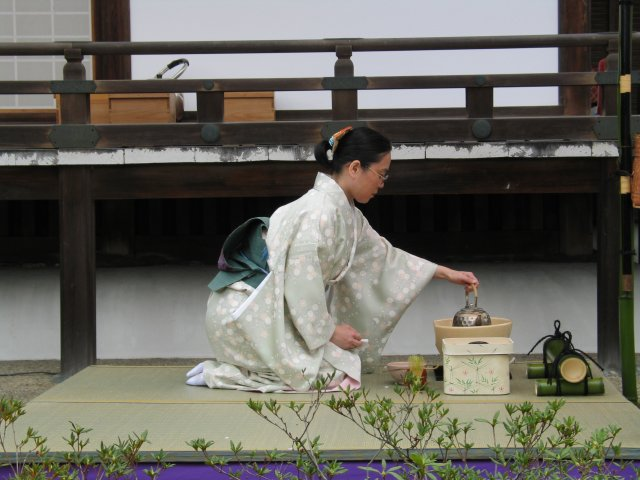
Una japonesa asseguda en seiza.

Seiza (正 座, seure correctament) és una paraula japonesa que descriu la forma tradicional de seure en aquest país.
Per seure a l'estil seiza, cal agenollar-se al terra, descansar les natges als talons i l'empenya dels peus sobre el terra. Habitualment, les mans estan doblegades modestament sobre la falda i l'esquena roman recta.
El seiza es fa generalment en un terra de tatami, però molta gent se senta a l'estil seiza en catifes o terres de fusta dura. Depenent de la formalitat de l'ocasió, el moment i l'estatus relatiu de la persona, de vegades és acceptable seure en un coixí especial anomenat zabuton (座布団, literalment: futon per a seure).
Seure amb les cames creuades és considerat informal i inadequat en certes ocasions, però de vegades és permès, especialment per a aquells a qui els costa el seiza, com ara per a ancians o gent no japonesa (encara que per als segons és aconsellable, particularment en situacions formals, com a mínim intentar-ho).
Fer seiza és una part integral i necessària de moltes arts tradicionals japoneses, com la cerimònia del te, la meditació (zazen), i certes arts marcials. El seiza és també la forma tradicional de seure mentre s'està fent altres arts com shodo (cal·ligrafia) i ikebana (arranjaments florals), encara que amb l'increment de mobles d'estil occidental, això no és sempre necessari.